# Васил Какалов
Васил Трендафилов Какалов (или Какалев, Кокилев) е български революционер, деец на Вътрешната македоно-одринска революционна организация.

## Биография
Какалов е роден в 1878 година в костурското село Дъмбени, тогава в Османската империя, днес Дендрохори, Гърция. Влиза във ВМОРО в 1900 година. Участва в създаването на канали за пренос на оръжие от Гърция. През Илинденско-Преображенското въстание през лятото на 1903 година е войвода на четата от родното му село. При избухването на Балканската война в 1912 година е доброволец в Македоно-одринското опълчение и се сражава в Костурската съединена чета. През Междусъюзническата война е в Сборната партизанска рота на МОО и загива при преминаването на железопътната линия при гара Суровичево през юли 1913 година.